# DDR-Meisterschaften im Biathlon 1988
Die DDR-Meisterschaften im Biathlon wurden 1988 zum 30. Mal ausgetragen und fanden vom 16. bis 19. März in Oberwiesenthal statt. Frank-Peter Roetsch gewann zum vierten Mal den Titel im Sprint und seinen sechsten Einzeltitel insgesamt. Es war zugleich sein letzter nationaler Titel. Über 20 Kilometer gewann Jürgen Wirth seinen ersten und einzigen Einzeltitel. Die SG Dynamo Zinnwald gewann nach einem Jahr Unterbrechung zum 18. Mal den Staffeltitel.

## Einzel (20 km)
| Platz | Sportler            | Verein               | Schießfehler | Zeit      |
| ----- | ------------------- | -------------------- | ------------ | --------- |
| 1     | Jürgen Wirth        | ASK Vorwärts Oberhof | 2            | 1:05:41,4 |
| 2     | Falk Schmidt        | ASK Vorwärts Oberhof | 4            | 1:05:56,5 |
| 3     | Frank-Peter Roetsch | SG Dynamo Zinnwald   | 7            | 1:07:38,4 |
| 4     | Birk Anders         | SG Dynamo Zinnwald   | 5            | 1:07:40,5 |
| 5     | Sven Börner         | SG Dynamo Zinnwald   | 4            | 1:08:05,1 |
| 6     | Frank Luck          | ASK Vorwärts Oberhof | 7            | 1:08:11,0 |

## Sprint (10 km)
| Platz | Sportler            | Verein               | Schießfehler | Zeit    |
| ----- | ------------------- | -------------------- | ------------ | ------- |
| 1     | Frank-Peter Roetsch | SG Dynamo Zinnwald   | 2            | 28:57,2 |
| 2     | Steffen Hoos        | ASK Vorwärts Oberhof | –            | 29:02,4 |
| 3     | Andreas Heymann     | SG Dynamo Zinnwald   | 2            | 29:30,9 |
| 4     | Birk Anders         | SG Dynamo Zinnwald   | 2            | 29:59,4 |
| 5     | Lutz Triebel        | ASK Vorwärts Oberhof | 2            | 30:13,9 |
| 6     | Raik Dittrich       | SG Dynamo Zinnwald   | 2            | 30:17,7 |

## Staffel (3 × 7,5 km)
| Platz | Verein                  | Sportler                                        | Schießfehler | Zeit      |
| ----- | ----------------------- | ----------------------------------------------- | ------------ | --------- |
| 1     | SG Dynamo Zinnwald I    | Andreas Heymann Frank-Peter Roetsch Birk Anders | –            | 0:59:52,7 |
| 2     | ASK Vorwärts Oberhof II | Falk Schmidt Jürgen Wirth Maik Dietz            | –            | 1:00:02,3 |
| 3     | ASK Vorwärts Oberhof I  | Frank Luck Steffen Hoos Matthias Jacob          | –            | 1:00:16,3 |